# Judy
«Judy» — ставшая шлягером баллада, исполнявшаяся немецким певцом Томасом Андерсом.
Эта песня была первым сольным синглом в его карьере.

## Предыстория
С раннего детства мальчик из немецкого города Кобленца Бернд Вайдунг участвовал во всевозможных песенных конкурсах. На одном из них юного певца заметил продюсер Даниэль Дэвид (Daniel David) и предложил записать пластинку. Тогда же был заключен контракт с фирмой CBS, и Бернд Вайдунг взял себе более звучный псевдоним Томас Андерс, с которым и вошёл в историю мировой поп-музыки.

## Создание сингла
«Judy» — песня среднего темпа, очень характерная для немецкой эстрады того времени, повествующая о двух юных влюбленных школьниках, и о том, что родители девушки Джуди не дают ей встречаться со своим молодым человеком, считая их ещё детьми. В песне ярко показаны вокальные способности начинающего певца, с душой исполнившего эту милую песню. Для Томаса Андерса и его карьеры выход этого сингла был очень важен. Он является первым из 9 немецких синглов, выпущенных до образования группы Modern Talking.
На сингле записан Би-сайд, песня «Liebe ist ein zweites Leben» (Любовь — это вторая жизнь — нем.). Обе песни нигде не переиздавались, а сам сингл был выпущен только в виде 7" — пластинки.

## Список композиций
- A: Judy 4:14 (Randy Vanwarmer / Norbert Hammerschmidt)
- B: Liebe ist ein zweites Leben 3:46 (Daniel David / Rhenus Gern / Norbert Hammerschmidt)